# Epidemiologia tulburării hiperactive cu deficit de atenție
Se estimează că ADHD afectează în jur de 6-7% din persoanele cu vârsta sau mai mici de 18 ani, dacă sunt diagnosticate potrivit criteriilor DSM-IV. Tulburarea hiperkinetică, atunci când este diagnosticată potrivit criteriilor ICD-10, dă rate de 1-2%.
Copiii din America de Nord par să aibă o rată mai mare de ADHD decât copiii din Africa și Orientul Mijlociu – în orice caz, aceasta s-ar putea explica prin existența diferitelor metode de diagnostic utilizate în diferite părți ale lumii. Dacă sunt utilizate aceleași metode de diagnostic, ratele ar fi aproximativ la fel în diferite țări.

## Africa
Se estimează că ADHD afectează între 5.4-8.7% din copiii din Africa. Data quality however is not high.

## Germania
Potrivit unei evaluări din 2008 a studiului „KiGGS”, care a monitorizat 14,836 de fete și băieți (între 3 și 17 ani) a arătat că 4.8% din participanți au un diagnostic cu ADHD. În timp ce 7.9% din toți băieții aveau ADHD, doar 1.8% din fete au avut, de asemenea. Alți 4.9% din participanți (6.4% băiți : 3.6% fete) au fost supectați că au ADHD, întrucât au avut o rată de ≥7 pe scala  Strengths and Difficulties Questionnaire (SDQ). Numărul de diagnostice cu ADHD a fost de 1.5% (2.4% : 0.6%) printre copiii preșcolari (3–6 ani), 5,3 % (8.7% : 1.9%) la vârsta de 7-10 ani și au atins culmea de 7.1% (11.3% : 3.0%) la grupa de vârstă 11–13 ani. Printre adolescenții de la 14 la 17 ani, rata a fost de 5.6% (9.4% : 1.8%).

## Spania
Rata în Spania este estimate a fi de 6.8% printre persoanele sub 18 ani.

## Regatul Unit
În anumite părți ale Angliei, au existat liste care au așteptat cinci ani sau mai mult pentru evaluarea diagnosticului de ADHD la adulți în 2019.

## Statele Unite
14%–15.9%
     11%–13.9%
     9.6%–10.9%
     8.0%–9.5%
     5.6%–7.9%

Procentul tinerilor din Statele Unite cu vârsta de 4-17 diagnosticați cu ADHD (2007)

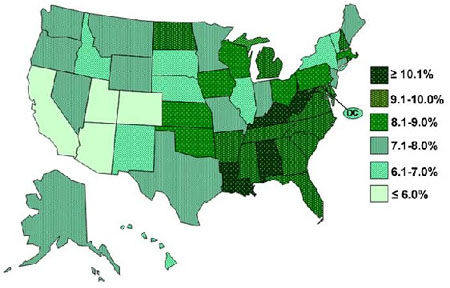
Procentul tineretului din Statele Unite cu vârsta de 4-17 diagnosticați cu ADHD (2003)

În Statele Unite sunt diagnosticați între 2-16 procente din copiii școlari. Rata diagnosticului și tratamentul pentru ADHD sunt mult mai mari pe coasta de est a Statelor Unite decât pe coasta de vest. Frecvența diagnosticului difră între copiii de sex masculin (10%) și cei de sex feminine (4%) în Statele Unite. Această diferență între genuri ar putea oglindi fie o diferență de predispoziție sau faptul că femeile cu ADHD sunt mai puțin diagnosticate decât bărbații. Băieții le depășesc pe fete ca număr în toate cele trei categorii de subtip, dar însemnătatea exacta a acestor diferențe pare să depindă atât de informator (părinte, profesor, etc.) cât și de subtip. Potrivit a două investigații făcute în comunitate, dirijate de DuPaul și asociații, băieții le-au depășit pe fete ca număr cu doar 2.2:1 potrivit eșantioanelor expuse de părinți și cu 2.3:1 potrivit informațiilor provenite de la profesori.

## Rate schimbătoare
Ratele de diagnosticare și tratament pentru ADHD au crescut atât în Regatul Unit cât și în Statele Unite din anii 1970. Se crede că aceasta se datorează în primul rând schimbărilor în privința felului în care condiția este diagnosticată și a cât de gata sunt oamenii să voiască să o trateze cu medicație mai degrabă decât unei schimbări adevărate în privința frecvenței. În Regatul Unit, se estimează că 0.5 per 1,000 copii au avut ADHD în anii 1970, pe când 3 per 1,000 au primit medicații ADHD la sfârșitul anilor 1990. În Regatul Unit în 2003, 3.6 din copiii de sex masculine și mai puțin de 1 procent din cei de sex feminine au fost diagnosticați.:134 În Statele Unite, numărul copiilor cu diagnostic a crescut de la 12 per 1000 în anii 1970 până la 34 per 1000 la sfârșitul anilor 1990, până la 95 per 1,000 în 2007, și 110 per 1,000 în 2011. Se crede că schimbările în ce privește criteriile de diagnostic din 2013 de la DSM 4TR la DSM 5 vor duce la creșterea numărului de persoane diagnosticate cu ADHD, mai ales printre adulți.